# Comitês Olímpicos Nacionais da Oceania
Os Comitês Olímpicos Nacionais da Oceania (ONOC) são uma organização internacional que reúne os 17 Comitês Olímpicos Nacionais da Oceania.

## Filiados
Na tabela abaixo, o ano em que o CON foi reconhecido pelo COI também é dado se for diferente do ano de criação do CON.
| Nação                               | CON                                                            | Criação   | Ref. |
| ----------------------------------- | -------------------------------------------------------------- | --------- | ---- |
| AUS Austrália                       | Comitê Olímpico Australiano                                    | 1895      |      |
| FIJ Fiji                            | Associação Esportiva e Comitê Olímpico Nacional das Ilhas Fiji | 1949/1955 |      |
| GUM Guam                            | Comitê Olímpico Nacional de Guam                               | 1976/1986 |      |
| COK Ilhas Cook                      | Comitê Olímpico Nacional das Ilhas Cook                        | 1986      |      |
| MHL Ilhas Marshall                  | Comitê Olímpico Nacional das Ilhas Marshall                    | 2001/2006 |      |
| SOL Ilhas Salomão                   | Comitê Olímpico Nacional das Ilhas Salomão                     | 1983      |      |
| KIR Kiribati                        | Comitê Olímpico Nacional de Kiribati                           | 2002/2003 |      |
| FSM Estados Federados da Micronésia | Comitê Olímpico Nacional dos Estados Federados da Micronésia   | 1995/1997 |      |
| NRU Nauru                           | Comitê Olímpico Nacional de Nauru                              | 1991/1994 |      |
| NZL Nova Zelândia                   | Comitê Olímpico Nacional da Nova Zelândia                      | 1911/1919 |      |
| PLW Palau                           | Comitê Olímpico Nacional de Palau                              | 1997/1999 |      |
| PNG Papua-Nova Guiné                | Comitê Olímpico Nacional de Papua-Nova Guiné                   | 1973/1974 |      |
| SAM Samoa                           | Comitê Olímpico Nacional e Associação Esportiva de Samoa       | 1983      |      |
| ASA Samoa Americana                 | Comitê Olímpico Nacional da Samoa Americana                    | 1987      |      |
| TGA Tonga                           | Comitê Olímpico Nacional e Associação Esportiva de Tonga       | 1963/1984 |      |
| TUV Tuvalu                          | Comitê Olímpico Nacional e Associação Esportiva de Tuvalu      | 2004/2007 |      |
| VAN Vanuatu                         | Comitê Olímpico Nacional e Associação Esportiva de Vanuatu     | 1987      |      |

## Membros Associados
Sete Comitês Olímpicos Nacionais tem status de membros associados pois ainda não reconhecidos como membros do Comitê Olímpico Internacional .
| Nation                 | National Olympic Committee                                                 |
| ---------------------- | -------------------------------------------------------------------------- |
| Ilha Norfolk           | Norfolk Island Amateur Sports & Commonwealth Games Association             |
| Nova Caledônia         | Comité Territorial Olympique et Sportif de Nouvelle-Calédonie (CTOS)       |
| Niue                   | Niue Island Sports and Commonwealth Games Association (NISCGA)             |
| Marianas Setentrionais | Northern Marianas Amateur Sports Association                               |
| Pitcairn               | Pitcairn Islands Sports                                                    |
| Polinésia Francesa     | Comité Olympique de Polynésie Française (COPF)                             |
| Toquelau               | Tokelau Sports Federation                                                  |
| Wallis e Futuna        | Comité Territorial Olympique et Sportif des Iles Wallis et Futuna (CTOSWF) |